# Бог је мртав
„Бог је мртав” (немачки: „Gott ist tot“ⓘ; такође познато као смрт Бога) је често цитирана изјава немачког филозофа Фридриха Ничеа. Изјава се први пут појављује код Ничеа 1882. године у делу Весела наука (немачки: Die fröhliche Wissenschaft) Међутим, изјава се најчешће доводи у везу са његовом књигом Тако је говорио Заратустра (Also sprach Zarathustra), која је најодговорнија за популарност изјаве.
Иако се изјава и њено значење преписују Ничеу, ово није његова творевина, јер се Георг Вилхелм Фридрих Хегел бавио идејом о смрти Бога у његовој књизи Феноменологији духа. У њој је разматрао да се смрт Бога 'не види као ништа друго осим лако препознатљивог дела уобичајеног хришћанског циклуса искупљења'. Ово је супротно од контекста који је успоставио Ниче.

## Порекло
Идеја о смрти Бога се први пут јавља у Веселој науци:
Бог је мртав! Бог остаје мртав! И ми смо га убили! Како да се тешимо ми, убице свих убица? Оно најсветије и најмоћније што је свет до сада имао искрварило је под нашим ножевима — ко ће убрисати ту крв са нас? Каквом водом бисмо могли да се очистимо? Какве ћемо свечаности окајања, какве ћемо свете игре морати да измислимо? Зар није величина тога дела превелика за нас? Зар ми сами не морамо постати богови да бисмо само изгледали њих достојни?— Ниче, Весела наука, одељак 125
Али најпознатији пасус је на крају другог дела Заратустриног Пролога, где након почетка његовог путовања Заратрустра среће остарелог аскета који је исказао љубав према Богу:
Када је Заратрустра чуо ове речи, поздравио је свеца и рекао "Шта би могао да ти дам! Али пусти ме брзо да не узмем ништа од тебе!" И тако су се растали један од другог, старац и Заратрустра, смејући се као што се два дечака смеју.
 Али када је Заратрустра био сам, он је рекао свом срцу: "Да ли је могуће! Овај стари светац није чуо у својој шуми да је Бог мртав!"— Ниче, Тако је говорио Заратрустра

## Објашњење
Ниче је свестан кризе коју смрт Бога представља за постојеће моралне претпоставке: "када човек одустане од хришћанске вере, извлачи му се право на хришћански морал под ногама. Овај морал се не самоподразумева... Разбијање главног концепта хришћанства, вере у Бога, разбија се целост: ништа потребно не остаје".
Смрт Бога је начин да се каже да се људи, и Западна цивилизација као целина, не могу више да верују у такав поредак. Смрт Бога ће донети не само до одрицања вере у космички или физички поредак, већ и порицања самих апсолутних вредности — одбацивање вере у објективни и универзални морални закон који обавезује све људе. Дакле, губитак апсолутне основе морала доводи до нихилизма. Ниче покушава да нађе решење за овај нихилизам поновним процењивањем основа људских вредности. Он је тражио основе које нису имале везе са хришћанским вредностима.
Ниче је веровао да већина људи не препознаје смрти због дубоко укорењеног очаја. Дакле, када смрт буде прихваћена као чињеница, ова чињеница ће људе довести до очаја и нихилизам ће завладати. Због овога је Ниче видео хришћанство као нихилистичко.

### Ниче и Хајдегер
Мартин Хајдегер је разумео овај део Ничеове филозофије гледајући је као смрт метафизике. По његовом мишљењу, Ничеове речи се могу разумети само као да се не односе на одређени духовни или антрополошкигически поглед, већ вероватно на крај саме филозофије. Филозофија је, по Хајдегеру, достигла свој максимални потенцијал као метафизика и Ничеове речи упозоравају на њену смрт, а не на смрт метафизичког погледа на свет.

### Нове могућности
Ниче је сматрао да могу постојати и позитивне могућности за људе без Бога. Одустајање од вере у Бога отвара пут да се човекове креативне способности у потпуности развију. Хришћански Бог не би више сметао, тако да људи могу окренути поглед с натприродног света и почети да уважавају вредности овог света.
Ниче користи метафору отвореног мора које може бити истовремено и узбудљиво и застрашујуће. Људи који науче да створе свој живот изнова ће представити нову стазу у човековом постојању, надљуде (немачки: Übermensch). "Смрт Бога"  је мотивација за Ничеов последњи (и недовршен) филозофски рад, "преиспитивање свих вредности".

### Претходници теологији смрти Бога
- Benson, Bruce E (2008). Pious Nietzsche: Decadence and Dionysian Faith. Bloomington: Indiana University Press..
- Holub, Robert C. (1995). Friedrich Nietzsche. New York: Twayne Publishers..
- Magnus, Bernd; Kathleen Higgins (1996). The Cambridge Companion to Nietzsche. Cambridge: Cambridge University Press..
- Pfeffer, Rose. (1972). Nietzsche: Disciple of Dionysus. Canbury: Associated University Presses..
- Welshon, Rex (2004). The Philosophy of Nietzsche. Montreal: McGill-Queen’s University Press..

### Теологија смрти Бога
- Thomas J. J. Altizer (1966). The Gospel of Christian Atheism. Philadelphia: Westminster..
- Thomas J. J. Altizer and William Hamilton, Radical Theology and the Death of God (Indianapolis: Bobbs-Merrill, 1966).
- Bernard Murchland, ур. (1967). The Meaning of the Death of God. New York: Random House..
- Gabriel Vahanian (1961). The Death of God. New York: George Braziller..
- John D. Caputo, Gianni Vattimo, After the Death of God, edited by Jeffrey W. Robbins. .
- Hamilton, William, "A Quest for the Post-Historical Jesus," .